# 卡拉佩苏什
卡拉佩苏什是葡萄牙布拉加区的一个堂区。总面积5平方公里，总人口2186人，人口密度437.2人/平方公里。